# 藤野辰次郎
藤野 辰次郎（ふじの たつじろう、1858年1月23日（安政4年12月9日）- 1909年（明治42年）7月29日）は、明治期の実業家、政治家。衆議院議員。

## 経歴
近江国愛知郡下枝村（滋賀県愛知郡下枝村、日枝村大字下枝、犬上郡豊郷村を経て現豊郷町）で、豪農・7代藤野四郎兵衛良久の二男として生まれた。神戸高等商業学校、東京高等商業学校専攻部を卒業した。他店で経験を積み、その後、藤野店を担当した。
1876年（明治9年）6月、大阪第三区大区二等戸長兼学区取締に就任。その後、大阪府会議員に選出された。1885年（明治18年）滋賀県会議員にも選ばれた。その他、破産管財人、神崎愛知郡所得税調査委員、愛知郡所得税取調委員なども務めた。また、日本赤十字社終身正社員であった。
1894年（明治27年）9月、第4回衆議院議員総選挙（滋賀県第3区、立憲革新党）は次点で落選し、1898年（明治31年）8月の第6回総選挙（滋賀県第3区、憲政本党）で当選し、三四倶楽部に所属し衆議院議員に1期在任した。
1887年（明治20年）実家から独立し、別海村缶詰工場の払下げを受け、所有の漁場からのサケ・マス、その他、牛肉、アスパラガスなどの缶詰を製造した。その缶詰（あけぼの印缶詰）の販売は好調で、その後、標津川口（標津町）、択捉島にも工場を設けた。

## 祖父
- 藤野喜兵衛 (初代)[6]